# Pradźńaparamita

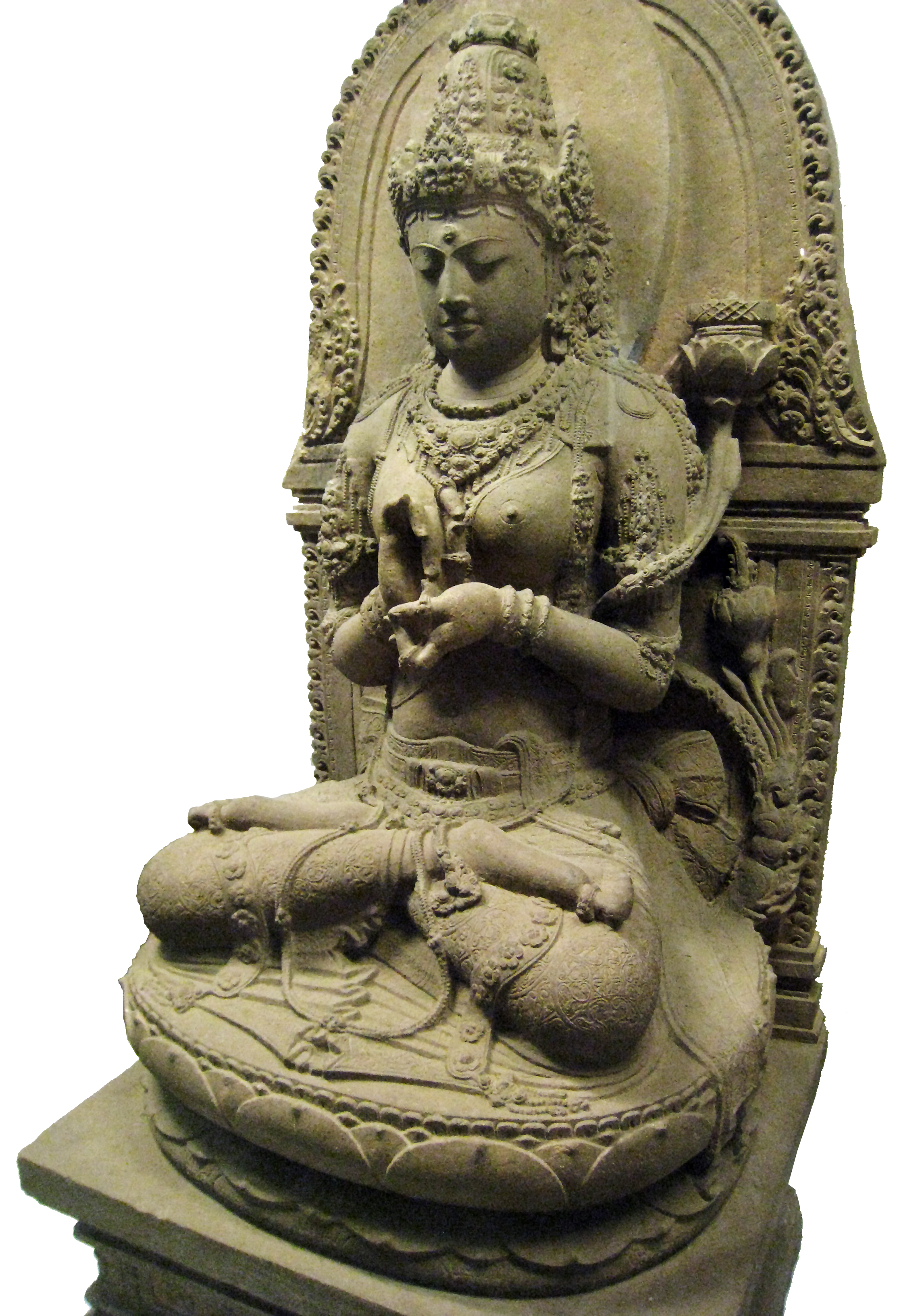
Wizerunek Pradżńaparamity, wschodnia Jawa

Pradźńaparamita (skr. प्रज्ञापारमिता prajñāparamitā "Doskonała mądrość") - w buddyzmie mahajana jedna z sześciu paramit, doskonałych cnót. Jedno z centralnych pojęć filozoficznych w nurcie mahajany, w którym powstała bogata literatura, wyjaśniająca tę koncepcję. Do najsłynniejszych tekstów tej kategorii należą:
- Mahāprajñāpāramitā Sūtra
- Mahāprajñāpāramitā Hṛdaya Sūtra
- Vajracchedikā Prajñāpāramitā Sūtra

Pradźńaparamita często bywa personifikowana jako bogini, przedstawiana jako medytująca młoda kobieta, siedząca w pozycji lotosu, z rękami ukazującymi jedną z mudr. Takie wyobrażenia są częste w krajach buddyjskich poza Indiami, zwłaszcza w Kambodży i Japonii, znacznie rzadsze na terenie samych Indii.